# Championnat d'Europe féminin de hockey sur glace 1996
 (septembre 2024).
Les normes d'accessibilité du Web doivent être respectées sur les articles liés au hockey sur glace.
Les articles possédant ce bandeau sont listés dans la catégorie:Article hockey sur glace non accessible.
Les points d'amélioration suivants sont les cas les plus fréquents :
- Tableaux de données : utiliser les modèles préformatés déjà disponibles ou consulter l'aide ;
- Listes à puces : les listes à puces sont créées grâces aux astérisques. Il ne doit pas y avoir de ligne vide entre deux astérisques ;
- Langue : tout changement de langue doit être signalé grâce au modèle {{langue}} ou au paramètrelangue=quand le modèle {{Lien web}} est utilisé dans les références ;
- Alternative textuelle : toute image doit être accompagnée d'une description sommaire (à ne pas confondre avec la légende).

Voir aussi Wikipédia:Atelier accessibilité/Bonnes pratiques.
Nota : ce bandeau ne concerne pas les problèmes d'accessibilité dus aux modèles utilisés.
Navigation
Lettonie 1995
Le cinquième Championnat d'Europe féminin de hockey sur glace a eu lieu du 23 au 29 mars 1996 à Iaroslavl en Russie. Il s'agit de la dernière édition, le championnat du monde devenant annuel à partir de 1997.

## Euro A

### Résultats
| Date    | Équipe   | Score | Équipe    | Score par période |
| ------- | -------- | ----- | --------- | ----------------- |
| 23 mars | Suède    | 6-3   | Norvège   | 2-0, 3-1, 2-1     |
| 23 mars | Suisse   | 3-2   | Allemagne | 1-0, 0-1, 2-1     |
| 23 mars | Russie   | 3-2   | Finlande  | 0-2, 2-0, 1-0     |
| 24 mars | Suède    | 2-2   | Allemagne | 0-0, 0-1, 2-1     |
| 24 mars | Finlande | 7-0   | Norvège   | 3-0, 1-0, 3-0     |
| 24 mars | Russie   | 4-3   | Suisse    | 1-0, 3-1, 0-2     |
| 26 mars | Finlande | 8-0   | Allemagne | 2-0, 3-0, 3-0     |
| 26 mars | Suède    | 6-3   | Suisse    | 2-1, 0-1, 4-1     |
| 26 mars | Russie   | 5-4   | Norvège   | 1-1, 1-2, 3-1     |
| 27 mars | Finlande | 8-0   | Suisse    | 3-0, 2-0, 3-0     |
| 27 mars | Norvège  | 4-1   | Allemagne | 3-0, 0-0, 1-1     |
| 27 mars | Russie   | 2-4   | Suède     | 0-2, 1-1, 1-1     |
| 29 mars | Norvège  | 3-2   | Suisse    | 1-1, 1-0, 1-1     |
| 29 mars | Finlande | 1-2   | Suède     | 0-1, 0-1, 1-0     |
| 29 mars | Russie   | 3-2   | Allemagne | 2-0, 1-2, 0-0     |

|                            | Équipe    | PJ | V | N | D | Bp. | Bc. | Pts | Notes                                                                             |
| -------------------------- | --------- | -- | - | - | - | --- | --- | --- | --------------------------------------------------------------------------------- |
| Médaille d'or, Europe      | Suède     | 5  | 4 | 1 | 0 | 20  | 11  | 9   | Qualifiés pour le championnat du monde 1997                                       |
| Médaille d'argent, Europe  | Russie    | 5  | 4 | 0 | 1 | 17  | 15  | 8   | Qualifiés pour le championnat du monde 1997                                       |
| Médaille de bronze, Europe | Finlande  | 5  | 3 | 0 | 2 | 26  | 5   | 6   | Qualifiés pour le championnat du monde 1997                                       |
| 4                          | Norvège   | 5  | 2 | 0 | 3 | 14  | 21  | 4   | Qualifiés pour le championnat du monde 1997                                       |
| 5                          | Suisse    | 5  | 1 | 0 | 4 | 11  | 23  | 2   | Qualifiés pour le championnat du monde 1997                                       |
| 6                          | Allemagne | 5  | 0 | 1 | 4 | 7   | 20  | 1   | Qualifié pour la seconde phase de qualification pour le championnat du monde 1999 |

### Honneurs individuels
Meilleures joueuses
- Meilleure gardienne : Patricia Sauter (Suisse)
- Meilleure défenseure : Pernilla Burholm (Suède)
- Meilleure attaquante : Sanna Lankosaari (Finlande)
- Meilleure pointeuse : Ekaterina Pashkevich (Russie), 9 pts

Équipe-type
| Gardienne | Irina Gashennikova | Irina Gashennikova | Irina Gashennikova   | Irina Gashennikova   | Irina Gashennikova | Irina Gashennikova |
| Défense   | Johanna Ikonen     | Johanna Ikonen     | Johanna Ikonen       | Anne Haanpää         | Anne Haanpää       | Anne Haanpää       |
| Attaque   | Asa Elfving        | Asa Elfving        | Ekaterina Pashkevich | Ekaterina Pashkevich | Sanna Lankosaari   | Sanna Lankosaari   |

Coupe du fair-play : Suède

## Euro B
Il s'est déroulé du 12 au 16 mars 1996 à Trnava et Piešťany en Slovaquie.

### Groupe A
| Équipe    | Score | Équipe     | Score par période |
| --------- | ----- | ---------- | ----------------- |
| Lettonie  | 4-2   | Kazakhstan | 2-0, 1-2, 1-0     |
| Slovaquie | 6-3   | France     | 3-1, 1-2, 2-0     |
| Lettonie  | 4-1   | France     | 3-0, 1-1, 0-0     |
| Slovaquie | 2-1   | Kazakhstan | 1-1, 0-0, 1-0     |
| France    | 5-2   | Kazakhstan | 3-0, 0-1, 2-1     |
| Slovaquie | 1-3   | Lettonie   | 0-1, 0-1, 1-1     |

|   | Équipe     | PJ | V | N | D | Bp. | Bc. | Pts |
| - | ---------- | -- | - | - | - | --- | --- | --- |
| 1 | Lettonie   | 3  | 3 | 0 | 0 | 11  | 4   | 6   |
| 2 | Slovaquie  | 3  | 2 | 0 | 1 | 9   | 7   | 4   |
| 3 | France     | 3  | 1 | 0 | 2 | 9   | 12  | 2   |
| 4 | Kazakhstan | 3  | 0 | 0 | 3 | 5   | 11  | 0   |

### Groupe B
| Équipe             | Score | Équipe             | Score par période |
| ------------------ | ----- | ------------------ | ----------------- |
| République tchèque | 4-4   | Pays-Bas           | 2-1, 2-2, 0-1     |
| Danemark           | 5-0   | Grande-Bretagne    | 0-0, 3-0, 2-0     |
| Danemark           | 3-1   | Pays-Bas           | 1-1, 1-0, 1-0     |
| République tchèque | 7-1   | Grande-Bretagne    | 1-0, 0-1, 6-0     |
| Danemark           | 5-3   | République tchèque | 2-0, 2-1, 1-2     |
| Pays-Bas           | 7-1   | Grande-Bretagne    | 1-1, 2-0, 4-0     |

|   | Équipe          | PJ | V | N | D | Bp. | Bc. | Pts |
| - | --------------- | -- | - | - | - | --- | --- | --- |
| 1 | Danemark        | 3  | 3 | 0 | 0 | 13  | 4   | 6   |
| 2 | Tchéquie        | 3  | 1 | 1 | 1 | 14  | 10  | 3   |
| 3 | Pays-Bas        | 3  | 1 | 1 | 1 | 12  | 8   | 3   |
| 4 | Grande-Bretagne | 3  | 0 | 0 | 3 | 2   | 19  | 0   |

### Matchs de classement
| Équipe                        | Score  | Équipe          | Score par période  |
| ----------------------------- | ------ | --------------- | ------------------ |
| Match pour la septième place  |        |                 |                    |
| Kazakhstan                    | 5-4 ap | Grande-Bretagne | 1-2, 2-1, 1-1, 1-0 |
| Match pour la cinquième place |        |                 |                    |
| Pays-Bas                      | 3-7    | France          | 1-3, 0-1, 2-3      |
| Match pour la troisième place |        |                 |                    |
| République tchèque            | 5-2    | Slovaquie       | 0-1, 4-1, 1-0      |
| Finale                        |        |                 |                    |
| Danemark                      | 3-0    | Lettonie        | 2-0, 1-0, 0-0      |

|   | Équipe          | Notes                                                                                 |
| - | --------------- | ------------------------------------------------------------------------------------- |
| 1 | Danemark        | Qualifiés pour la seconde phase de qualification pour le championnat du monde 1999    |
| 2 | Lettonie        | Qualifiés pour la seconde phase de qualification pour le championnat du monde 1999    |
| 3 | Tchéquie        | Qualifiés pour la première phase de qualification pour le championnat du monde 1999   |
| 4 | Slovaquie       | Qualifiés pour la première phase de qualification pour le championnat du monde 1999   |
| 5 | France          | Qualifiés pour la première phase de qualification pour le championnat du monde 1999   |
| 6 | Pays-Bas        | Qualifiés pour la première phase de qualification pour le championnat du monde 1999   |
| 7 | Kazakhstan      | Qualifiés pour la première phase de qualification pour le championnat du monde B 2000 |
| 8 | Grande-Bretagne | Qualifiés pour la première phase de qualification pour le championnat du monde B 2000 |

### Honneurs individuels
Meilleures joueuses
- Meilleure gardienne : Lolita Andrisevska (Lettonie)
- Meilleure défenseure : Andrea Badikova (Slovaquie)
- Meilleure attaquante : Jannie Madsen (Danemark)
- Meilleure pointeuse : Marion Pepels (Pays-Bas), 9 pts

Équipe-type
| Gardienne | Lolita Andrisevska | Lolita Andrisevska | Lolita Andrisevska | Lolita Andrisevska | Lolita Andrisevska | Lolita Andrisevska |
| Défense   | Andrea Badikova    | Andrea Badikova    | Andrea Badikova    | Tine Perry         | Tine Perry         | Tine Perry         |
| Attaque   | Jannie Madsen      | Jannie Madsen      | Zuzana Kralova     | Zuzana Kralova     | Andrea Babonyova   | Andrea Babonyova   |

Coupe du fair-play : Slovaquie